# Scincella tsinlingensis
Scincella tsinlingensis là một loài thằn lằn trong họ Scincidae. Loài này được Hu & Zhao mô tả khoa học đầu tiên năm 1966.